# Drungari
Drungari, en grec medieval δρουγγάριος, i en llatí drungarius, era un càrrec militar del Baix Imperi Romà i de l'Imperi Romà d'Orient que designava al comandant d'una formació coneguda com a drungue, paraula que també significava una part administrativa d'un territori.

## Història
La paraula drungue per designar un cos de l'exèrcit apareix, segons Flavi Renat Vegeci, al segle iv. Sembla que deriva d'un mot irlandès antic, drong, (que significava banda, colla armada), adaptat al llatí per l'emperador Maurici i que designava un desplegament tàctic especial usat per la cavalleria.
El drungari apareix a principis del segle vii per designar de manera informal o no oficial al comandant d'un grup armat. El càrrec i la unitat militar van ser oficialment establerts amb la reestructuració de l'Exèrcit romà d'Orient al segle vii. Quan van establir-se els temes com a circumscripció administrativa de l'imperi, cada divisió territorial o tema estava dividit en turmes, que a la vegada se subdividien en drungues formats per diverses bandes.

### A l'Exèrcit
El comandant del regiment d'elit anomenat Vigla (una de les divisions del Tagma o guàrdia personal) s'anomenava δρουγγάριος τῆς βίγλης, "Drungari de la guàrdia"). Es menciona aquest títol per primera vegada l'any 791. El regiment Vigla s'encarregava de la protecció de l'emperador al camp de batalla. La proximitat amb l'emperador va fer d'aquest càrrec un lloc important, i als segles x i XI, era ocupat pels membres de les més elevades famílies aristocràtiques de l'imperi.
Després del 1030 al càrrec se li van afegir importants responsabilitats judicials, que va mantenir fins a la fi de l'imperi. Durant la Dinastia Comnè, se li va afegir el prefix Megas (gran) i els Megas drungarius, eren consellers de l'emperador.

### A la Marina
El títol de drungari també es va utilitzar a la Marina romana d'Orient per designar els almiralls (δρουγγάριος τοῦ [βασιλικοῦ] πλοΐμου). Era el comandant de la flota imperial central, amb seu a Constantinoble. Les flotes provincials eren comandades per un drungari (encara que posteriorment va ser substituït per un estrateg). S'anomenaven pel lloc on tenien la seu i el comandament, per exemple, el Drungari dels Cibirreotes (δρουγγάριος τῶν Κιβυρραιωτῶν) era un dels dos almiralls del tema dels Cibirreotes. El Drungari de la flota es menciona per primera vegada l'any 842 al Taktikon Uspenski, encara que la data de la seva creació no és clara.
El Drungari de la flota imperial actuava com a comandant en cap de la marina de tot l'imperi al segle xi amb el nom de Gran Durungari, fins que va ser substituït pel Megaduc aproximadament l'any 1090. El càrrec de Gran Drungari de la flota va continuar existint, en una posició subordinada, fins a la caiguda de l'Imperi Romà d'Orient. El càrrec de δρουγγαροκόμης (Drungarocomes o comes drungari) corresponia a un comte encarregat del comandament d'una esquadra de vaixells.